# マリー・フォン・ヘッセン＝カッセル (1767-1852)
マリー・ソフィー・フレデリッケ・ア・ヘッセン＝カッセル（Marie Sophie Frederikke af Hessen-Kassel, 1767年10月28日 - 1852年3月22日）は、デンマーク＝ノルウェーの王フレデリク6世の王妃。ヘッセン＝カッセル家の出身で、ドイツ語名はマリー・ゾフィー・フリーデリケ・フォン・ヘッセン＝カッセル（Marie Sophie Friederike von Hessen-Kassel）。

## 生涯
マリーはヘッセン＝カッセル方伯カールとデンマーク王クリスチャン7世の妹ルイーセの長女として生まれた。
彼女の父方の祖父母はヘッセン＝カッセル方伯フリードリヒ2世とイギリス王女メアリー（イギリス王ジョージ2世とキャロライン王妃の娘）であり、母方の祖父母はデンマーク王フレデリク5世とイギリス王女ルイーズ（メアリーの妹）である。

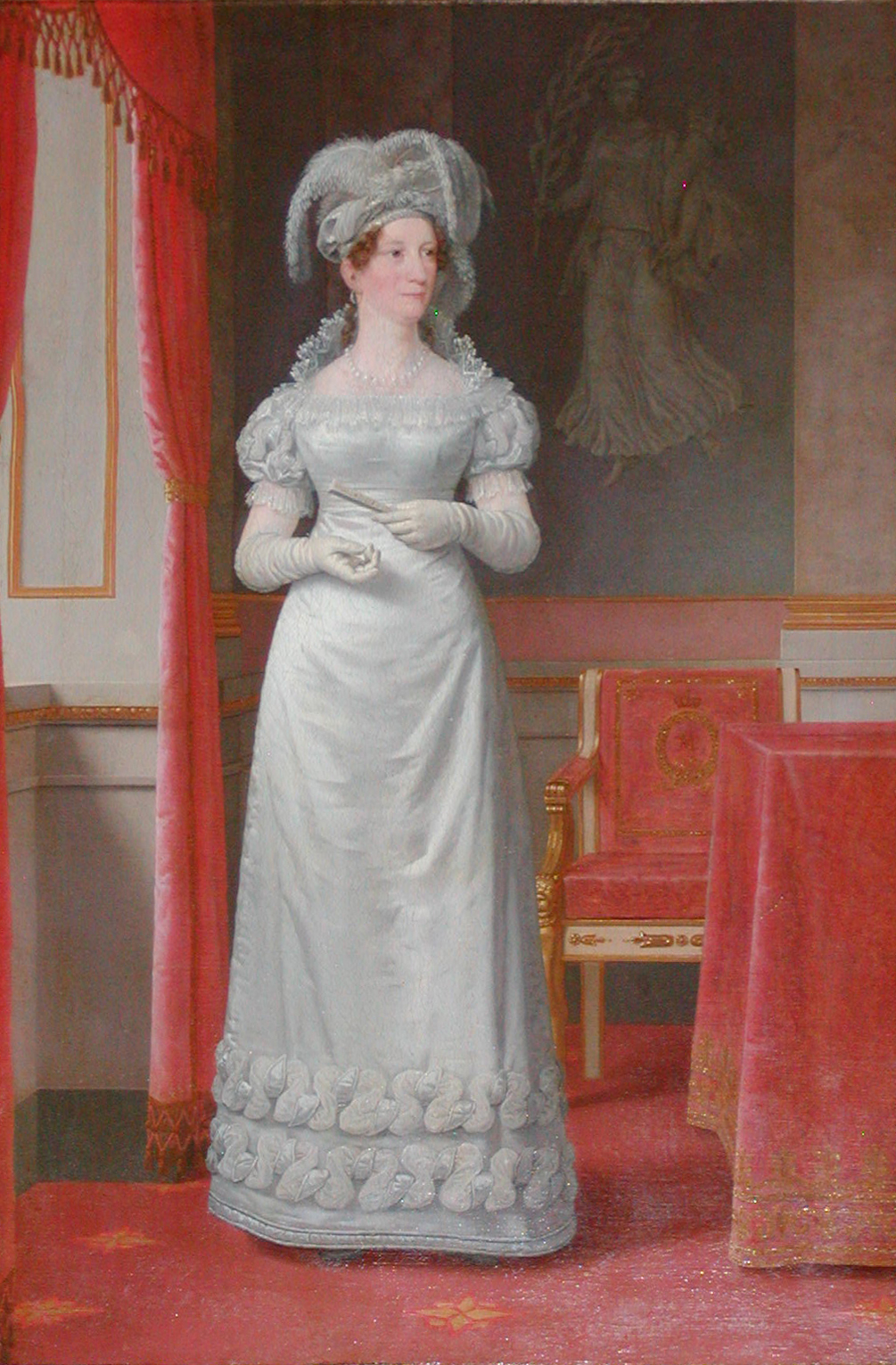
マリー王妃

マリーの父はフリードリヒ2世の2番目の息子で、領地を持っていなかったため、デンマーク王家の一員として振舞った。デンマークは、小さなヘッセン＝カッセルよりも良い地位を提供していたのである。マリーは主に父が重要な役職（例えば行政区の領主）を得たデンマークで育った。マリーの母は、デンマークのフレデリク5世とルイーズ王妃の間に生まれた3人の王女のうちの末娘であったのである。そのため、マリーはフレデリク5世の嗣子であるクリスチャン7世の姪でその息子の摂政王太子フレデリクとは従姉弟同士、またフレデリクの母方の祖父フレデリック・ルイスがマリーの2人の祖母の兄である関係で又従姉弟の間柄でもあった。
1790年7月31日、マリーは摂政王太子フレデリク、後のデンマーク国王フレデリク6世と結婚した。フレデリクは16歳の時（1784年）から狂気の父王クリスチャン7世に代わって摂政であった。父王は1808年に死去した。フレデリク6世は、公式にはクリスチャン7世の死によって王位を得たが、事実上は20年以上もの間、君主として役割を果たしていた。デンマークの同盟者、フランス皇帝ナポレオン1世の敗北のあと、デンマークはノルウェーの支配権を失った。すなわち、1814年に国王夫妻はノルウェー国王および王妃の地位を喪ったのである。

## 子供
フレデリクとマリー・ソフィーの間には8人の子供がいた。しかし、男子はいずれも夭逝したため、1839年にフレデリクが死ぬと、従弟のクリスチャン8世が王位を継承した。2人の間の子供で成長したのは2人の王女だけであった。
- カロリーネ王女（1793年 - 1881年） - クリスチャン8世の弟フレデリク・フェルディナンド王子（1863年にその甥フレデリク7世の数ヶ月前に亡くなった）と結婚した。この結婚で子供は生まれなかった。
- ヴィルヘルミーネ・マリー王女（1808年 - 1891年） - 最初に又従兄弟のデンマーク王太子フレデリク（後のフレデリク7世）と結婚したが後に離婚した。その後、グリュックスブルク公カール（クリスチャン9世の長兄）と結婚した。どちらの結婚でも子供は生まれなかった。

マリーは、息子や孫が全く居ないことを嘆いていた。マリーの末妹であるグリュックスブルク公妃のルイーセ・カロリーネがまだ幼い子を多く抱えた状態で未亡人になった時、マリーは子供たちの幾人かをデンマーク王室で後見する事を引き受けた。その甥や姪たちはマリー自身の生き残った2人の王女よりも幼かったため、孫のような存在であったかも知れないと考えられる。その一人がグリュックスブルク公子クリスチャン、後のクリスチャン9世であった。クリスチャンとその妃ルイーゼ（両親ともマリーの従弟妹であった）はマリーに敬意を表し、次女の名をマリー・ソフィー・フレデリケ・ダウマーとした。マリーの死（1852年）の後、その娘はロシア皇后マリア・フョードロヴナとなったが、その名乗りはマリーの最初の名（マリー／マリア）を残したものであった。

## 称号
彼女の称号は生涯のうち以下のように変わった。
- 1767年 - 1790年： ヘッセンまたはヘッセン＝カッセル方伯女及び公女
- 1790年 - 1808年： デンマーク王太子妃
- 1808年 - 1814年： デンマーク及びノルウェー王妃
- 1814年 - 1839年： デンマーク王妃
- 1839年 - 1852年： デンマーク王太后

## 備考
- マリー・ソフィー・フレデリケを記念して「ケーニギン・フォン・デンマーク」というバラが作られた。